# Сюррен
Сюрре́н (фр. Surrain) — коммуна во Франции, находится в регионе Нижняя Нормандия. Департамент коммуны — Кальвадос. Входит в состав кантона Тревьер. Округ коммуны — Байё.
Код INSEE коммуны — 14681.

## Население
Население коммуны на 2010 год составляло 162 человека.
| 1962 | 1968 | 1975 | 1982 | 1990 | 1999 | 2010 |
| ---- | ---- | ---- | ---- | ---- | ---- | ---- |
| 137  | 143  | 121  | 108  | 123  | 139  | 162  |

## Экономика
В 2010 году среди 100 человек трудоспособного возраста (15—64 лет) 76 были экономически активными, 24 — неактивными (показатель активности — 76,0 %, в 1999 году было 66,3 %). Из 76 активных жителей работали 72 человека (38 мужчин и 34 женщины), безработных было 4 (4 мужчины и 0 женщин). Среди 24 неактивных 9 человек были учениками или студентами, 6 — пенсионерами, 9 были неактивными по другим причинам.